# Église de Kiikala
L'église de Kiikala (en finnois : Kiikalan kirkko) est une église située à Kiikala en Finlande,.

## Description
L'actuelle église de Kiikala, conçue par Iisak Lindström, est achevée en 1859. 
L'église est une longue église néo-gothique imposante avec une petite sacristie à l'extrémité orientale. 
Au milieu du mur du sud de la nef se trouve un petit couloir, le couloir au nord a été supprimé en 1906 dans le cadre d'une rénovation menée par Josef Stenbäck. 
En 1932, l'église subit une refonte majeure selon les plans de Toivo Paatela.
L'autel en bois est entouré d'un cadre néo-gothique. 
Le retable représente la Transfiguration du Christ et a été peint par Berndt Lagerstam en 1906. 
Sur le mur nord de l'église se trouve l'ancien retable de 1736, décoré par Margaret Capsia. Il représente la crucifixion avec la ville de Jérusalem en arrière-plan. La sacristie conserve un ancien autel de 1859 sur le thème de la Transfiguration du Christ.
L'église peut accueillir 650 fidèles.
Le cimetière est à côté de l'église.

## Galerie

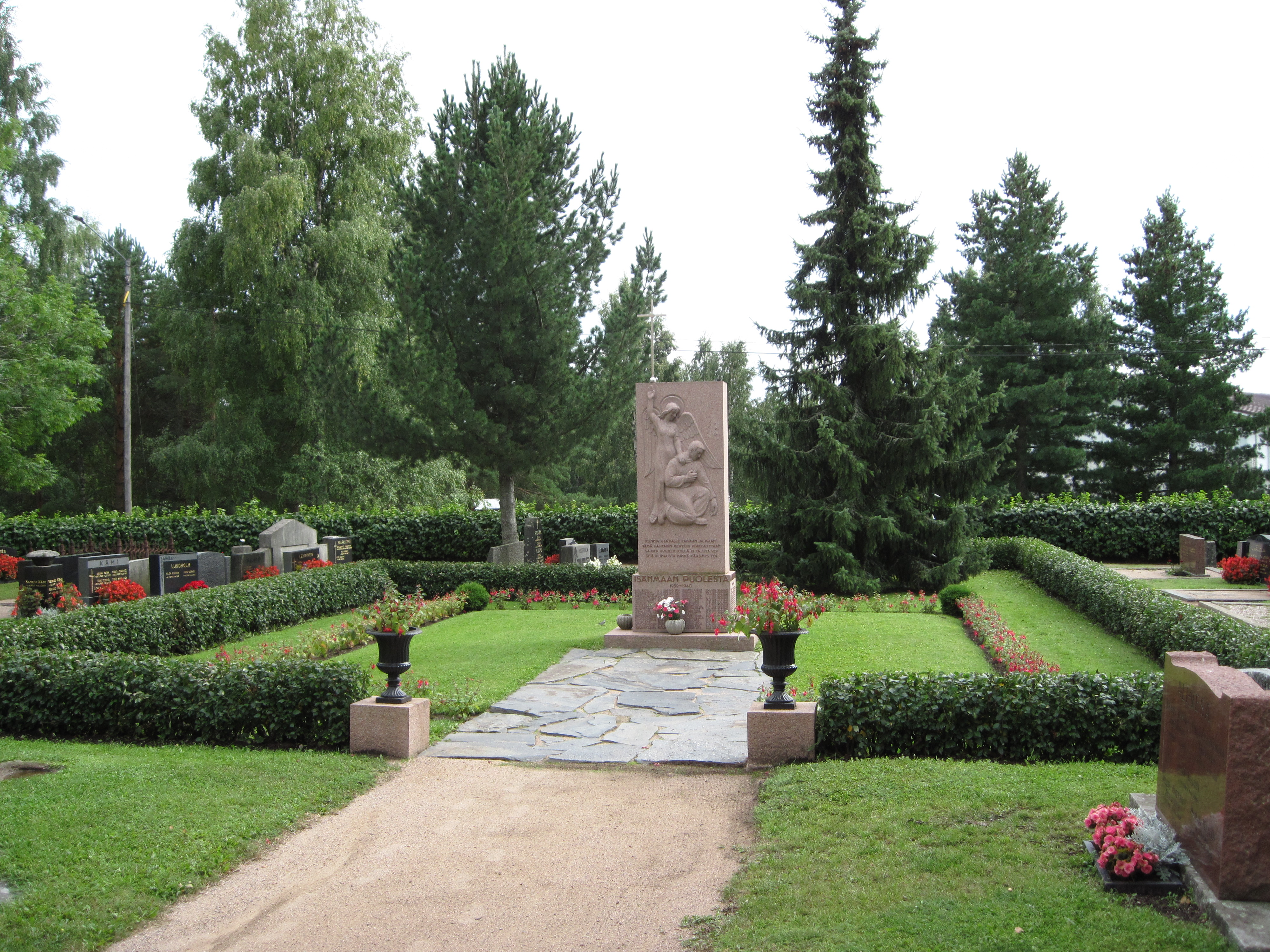
Cimetière militaire.